# Hermann von Fabeck
Hermann Wilhelm Alexander Franz von Fabeck (* 19. Januar 1816 in Berlin; † 25. Dezember 1873 in Frankfurt am Main) war ein preußischer Generalleutnant.

## Leben

### Herkunft
Er war der Sohn des späteren preußischen Generalleutnants Carl von Fabeck (1788–1870) und dessen ersten Ehefrau Amelie, verwitwete von Knobloch, geborene von Massenbach (1786–1832). Sein Bruder Gustav (1813–1889) wurde ebenfalls preußischer Generalleutnant.

### Militärkarriere
Fabeck besuchte die Kadettenhäuser in Potsdam und Berlin. Anschließend wurde er am 5. August 1833 als Sekondeleutnant dem Kaiser Alexander Grenadier-Regiment der Preußischen Armee überwiesen. Von 1840 bis 1847 war Fabeck Adjutant des I. Bataillons. Als Premierleutnant nahm er an der Niederschlagung des Barrikadenaufstandes in Berlin teil und wurde am 30. Mai 1848 zur Schulabteilung des Lehr-Infanterie-Bataillons kommandiert. Am 18. Juni 1850 folgte seine Beförderung zum Hauptmann sowie die Ernennung zum Kompaniechef im Kaiser Alexander Grenadier-Regiment. Nachdem er zunächst die 2., später die 6. Kompanie befehligt hatte, wurde Fabeck in dieser Stellung am 12. Januar 1858 Major und am 15. Juni 1859 Kommandeur des II. Bataillons. Innerhalb des Regiments kommandierte er ab 15. August 1861 das Füsilier-Bataillon und wurde zwei Monate später Oberstleutnant.
Unter Stellung à la suite des Regiments wurde Fabeck am 27. Mai 1864 mit dem Rang und den Gebührnissen eines Regimentskommandeurs nach Gotha kommandiert, um das dortige Kontingent zu übernehmen. Am 18. Juni 1865 zum Oberst befördert, führte er die sachsen-coburgschen Truppen im Feldzug 1866 in der Schlacht bei Langensalza sowie bei der Mainarmee in den Gefechten bei Hundheim und Roßbrunn. Nach dem Friedensschluss würdigte man seine Leistungen durch die Verleihung des Roten Adlerordens III. Klasse mit der Schleife und Schwertern sowie mit dem Komturkreuz des Herzoglich Sachsen-Ernestinischen Hausordens.
Zum 1. Oktober 1867 formierte sich aus dem bisherigen Kontingent das 6. Thüringische Infanterie-Regiment Nr. 95 der Preußischen Armee. Fabeck verblieb bis zum 6. Februar 1868 aus dem Posten des Regimentskommandeurs und wurde anschließend unter Stellung à la suite zum Kommandeur der 24. Infanterie-Brigade in Neisse ernannt. Dort wurde er am 23. Juli 1868 mit Patent vom 3. Juli 1868 zum Generalmajor befördert. Mit dieser Brigade beteiligte Fabeck sich 1870/71 während des Krieges gegen Frankreich an der Einschließung und Belagerung von Paris sowie den Gefechten bei Chevilly und Villejuif. Er erhielt das Eiserne Kreuz II. Klasse sowie das Großkomturkreuz des Bayerischen Militärverdienstordens. Wilhelm I. würdigte Fabecks zudem am 18. Januar 1873 mit der Verleihung des Roten Adlerordens II. Klasse mit Eichenlaub und Schwertern am Ringe. Am 20. Februar 1873 wurde er zum Kommandeur der 21. Division in Frankfurt am Main ernannt und am 22. März 1873 zum Generalleutnant befördert. In dieser Stellung ist Fabeck am 25. Dezember 1873 verstorben.

### Familie
Fabeck hatte sich am 28. September 1848 in Berneuchen mit Berta von dem Borne (1829–1910) verheiratet. Aus der Ehe gingen folgende Kinder hervor:
- Amelie (1849–1854)
- Marie (* 1851), Schwester im Kaiserin-Augusta-Hospital
- Max (1854–1916), preußischer General der Infanterie
- Helene (* 1856)